# Colle di Tora
Colle di Tora é uma comuna italiana da região do Lácio, província de Rieti, com cerca de 380 habitantes. Estende-se por uma área de 14 km², tendo uma densidade populacional de 27 hab/km². Faz fronteira com Castel di Tora, Poggio Moiano, Pozzaglia Sabina, Rocca Sinibalda.

## Demografia
| Variação demográfica do município entre 1861 e 2011                               |
|                                                                                   |
| Fonte: Istituto Nazionale di Statistica (ISTAT) - Elaboração gráfica da Wikipedia |